# Calendar Girls
Calendar Girls er en britisk komediefilm fra 2003 instrueret af Nigel Cole. Produceret af Buena Vista International og Touchstone Pictures. Filmens manuskript er udarbejdet af Tim Firth og Juliette Towhidi, der bygger på en sand historie om en gruppe midaldrende Yorkshire-kvinder, der producerede en årskalender med intime billeder, som led i et velgørenhedsprojekt. Filmen har Helen Mirren og Julie Walters i hovedrollerne.

## Udgivelse

### Modtagelse i Danmark
Filmen havde premiere i 40 danske biografer i januar 2004. Filmen solgte 218.656 billetter i Danmark. I 2010 blev den opført ved Odense Teater, under instruktion af Tim Firth.